# Volvo S40
A Volvo S40 a svéd Volvo autógyár alsó-középkategórias modellje, amely éveken át a gyár legkisebb modellje volt(A C30 vette át a helyét). A Volvo V40 a kombiváltozat elnevezése volt 2004-ig. 2004-ben következett a modellfrissítés. Ekkor nevezték át a kombiváltozatot Volvo V40-ről Volvo V50-re. Az első generációs Volvo S40-t még egy ideig forgalmazták S40 classic néven, de a V40 végleg lekerült a palettáról. A Volvo S40 és a Volvo V50 között csupán a kialakítás (kombi, sedan) a különbség, minden más lényeges tulajdonságban megegyeznek. 2007 év végén mutatták be a legújabb S40-t és V50-t – a lámpák és a hűtőrács nem maradt annyira kockára emlékeztető, de az autó hátulján csak apróságokat változtattak.

## Modelltörténet
- 1995: Elkezdődik a gyártás.
- 2000. szeptember: Modellfrissítés/ráncfelvarrás (kisebb változtatások a középkonzolon, oldalsó helyzetjelzőkön, lökhárítókon).
- 2004: S40 Classic néven folytatódik a gyártás, bemutatkozik az új modellváltozat.
- 2004: bemutatják a V40 utódját, a V50-t
- 2007 december: bemutatkozik a harmadik generációs Volvo S40 és a második generációs Volvo V50

## Első generáció (1995-2004)
Az S40-est Hollandiában, a NedCar gyárban építették. Ez a Mitsubishi Carismával közös platform alapján készült, de nem a japán verziót árulták Európában.

## Második generáció (2004-2008)
2004 közepén bemutatták a második generációs S40-et, ami új design-t kapott a Volvo P1 platform alapján. A Volvo Cars gyárban építették, a belgiumi Gent-ben. A Ford Focus / Mazda 3 padlólemezét használják. Az 1.6 és 2.0 dízelmotorok a Ford / PSA konszernből származnak, a 2.4-es Volvo fejlesztés.

### Motorspecifikációk
| Specifikáció                                | S40 1.6     | S40 1.8      | S40 2.0      | S40 2.4      | S40 2.4i     | S40 T5        | S40 T5 AWD    | S40 1.6D    | S40 2.0D     | S40 D5        |
| ------------------------------------------- | ----------- | ------------ | ------------ | ------------ | ------------ | ------------- | ------------- | ----------- | ------------ | ------------- |
| Teljesítmény kW/LE/rpm                      | 74/100/6000 | 92/125/6000  | 107/145/6000 | 103/140/5000 | 125/170/6000 | 169/230/5000  | 169/230/5000  | 80/109/4000 | 100/136/4000 | 132/180/4000  |
| Nyomaték Nm/rpm                             | 150/4000    | 165/4000     | 185/4500     | 220/4000     | 230/4400     | 320/1500–4800 | 320/1500–4800 | 240/1750    | 320/2000     | 350/1750-3250 |
| Gyorsulás 0–100 km/h (manuális/automata)    | 11,9 s/-    | 10,9 s/-     | 9,5 s/-      | -/10,6 s     | 8,2/8,9 s    | 6,8/7,2 s     | 7,1/7,5 s     | 12 s/-      | 9,5 s/-      | -/8,5 s       |
| Maximális sebesség km/h (manuális/automata) | 185/-       | 200/-        | 210/-        | -/200        | 220/215      | 240/235       | 230/225       | 190/-       | 205/-        | -/220         |
| Üzemanyagfogyasztás l/100 km manuális       | 9,5/5,8/7,2 | 10,1/5,7/7,3 | 10,2/5,7/7,4 | -            | 12,4/6,6/8,5 | 12,5/6,4/8,7  | 13,5/7,3/9,6  | 6,2/4,2/4,9 | 7,6/4,8/5,8  | -             |
| Üzemanyagfogyasztás l/100 km automata       | -           | -            | -            | 13,2/6,7/9,1 | 13,2/6,7/9,1 | 13,7/6,9/9,4  | 15,1/7,2/9,6  | -           | -            | 9,7/5,5/7     |

## Második generáció ráncfelvarrás (2008-2012)
A második generációs S40-es 2007-ben átesett egy ráncfelvarráson, melynek keretében új lámpatesteket, lökhárítókat és színválasztékot kapott a típus. Gyakran előforduló tévhit, hogy a ráncfelvarrott S40 egy újabb generáció, de ez nem igaz, mivel csak apró módosításokat eszközöltek a 2004-ben bemutatott változathoz képest. Az 1.6D (D2) 116 LE-vel és 6 fokozatú kézi váltóval került forgalomba. A 2.0D Ford-PSA dízelmotort Volvo fejlesztésű 2.0 dízelmotorok váltották fel (150 és 177 LE).

## Galéria

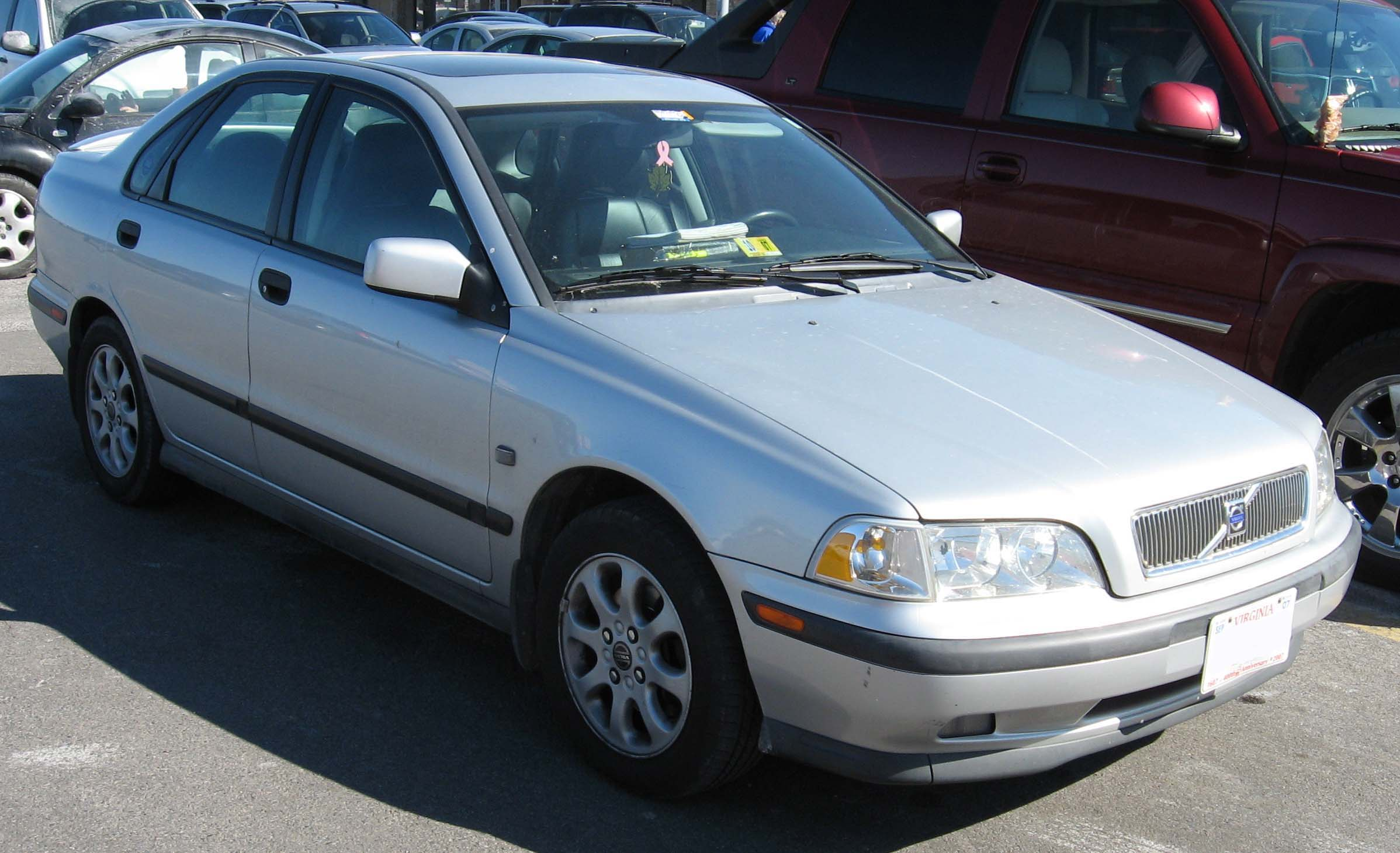
Első generációs Volvo S40
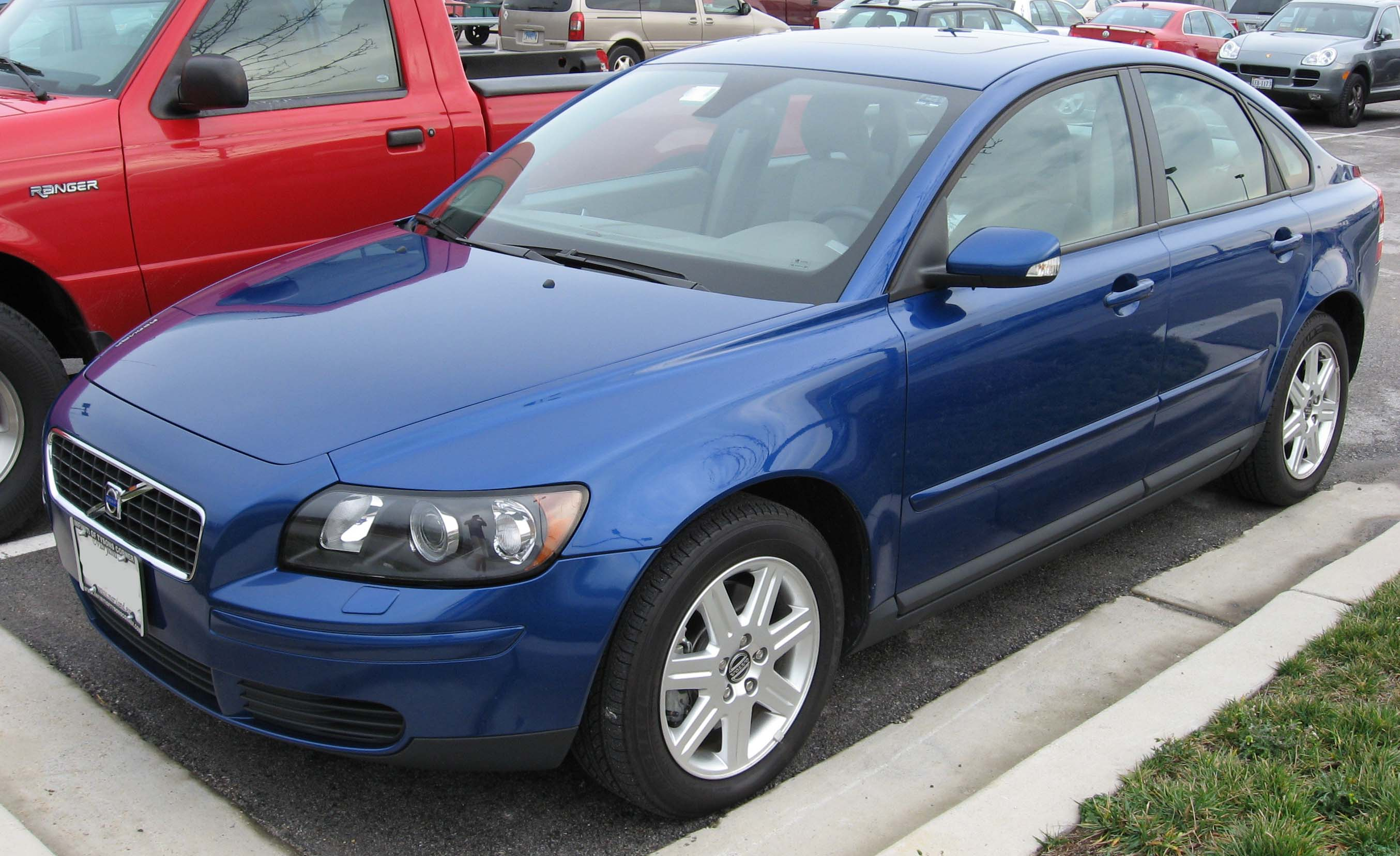
Második generációs Volvo S40
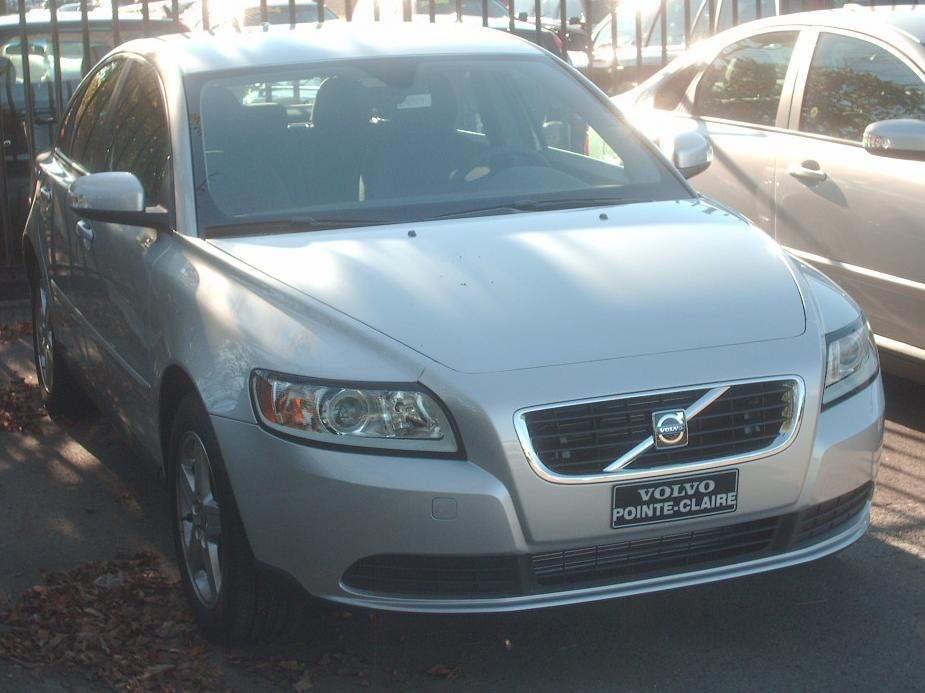
Második generációs ráncfelvarrott Volvo S40